# 約瑟·F·斯密
老約瑟·斐亭·斯密（英語：Joseph Fielding Smith Sr.，1838年11月13日—1918年11月19日)，慣稱為約瑟·F·斯密，舊譯斯密·F約瑟，為耶穌基督後期聖徒教會第6任總會會長，是約瑟·斯密的姪子、海侖·斯密之子。他是教會最後一位曾親身認識約瑟·斯密的總會會長。
1838年11月13日，約瑟·F·斯密出生於密蘇里州遠西城，在1844年，其不到六歲之時，其父親海侖·斯密與叔父約瑟·斯密便遭到暗殺，家人由其母瑪麗·斐亭·斯密獨力撫養長大。1854年，約瑟·F·斯密前往夏威夷群島傳教，在當地學會了夏威夷語。1857年，由於猶他戰爭發生，約瑟·F·斯密返回猶他領地，並被編入納府軍團巡防猶他領地，軍銜為上尉。1860年，約瑟·F·斯密被召喚至英國、法國、丹麥等地傳教，1863年又再次到夏威夷傳教。回到猶他後，約瑟·F·斯密在教會的史記員辦公室任職，也擔任教會數個企業的代表。此後約瑟·F·斯密多次再前往英國傳教，並擔任歐洲傳道部的會長，也曾負責國東北部數個州的傳教服務。
1901年，約瑟·F·斯密成為教會總會會長。面對教會多重婚姻制度造成的風波，約瑟·F·斯密在1904年被傳喚至參議院出席作證，並在返回猶他州後發表了第二宣言，正式宣告神與教會反對多重婚姻的立場，並將對實行多重婚姻者予以開除教籍。1906年，約瑟·F·斯密訪問歐洲，是首位在總會會長任期中出國旅行的總會會長，並在1910年拜訪加拿大與夏威夷。約瑟·F·斯密在他的任期中推動了教會各組織的標準做法與統一課程，並在男女青年間實施「童軍計畫」與「蜂巢計畫」。他在1915年引入家人家庭晚會制度以鞏固家庭。1918年，約瑟·F·斯密獲得了關於死者救贖的異象，相關內容被收錄在《教義和聖約》第138篇。約瑟·F·斯密為了破除外界對於教會的誤解與迫害，積極推廣教會對外的資訊，如1902年落成的聖殿廣場訪客中心、聖殿廣場大會堂唱詩班巡演等，也授權教會買下了數處教會歷史地點，包括卡太基監獄、聖林等。